# Johann Heinrich Merck

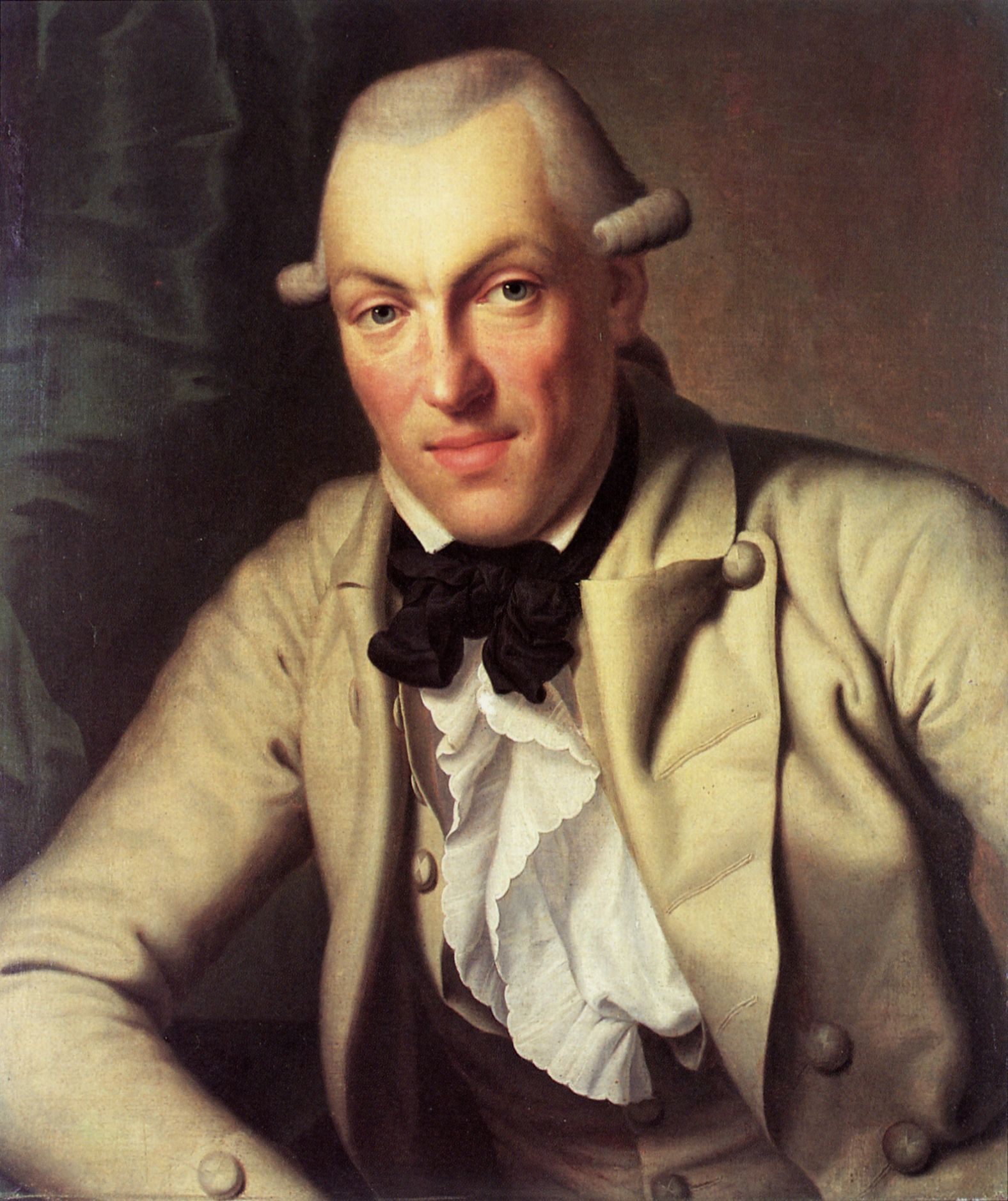
Johann Heinrich Merck

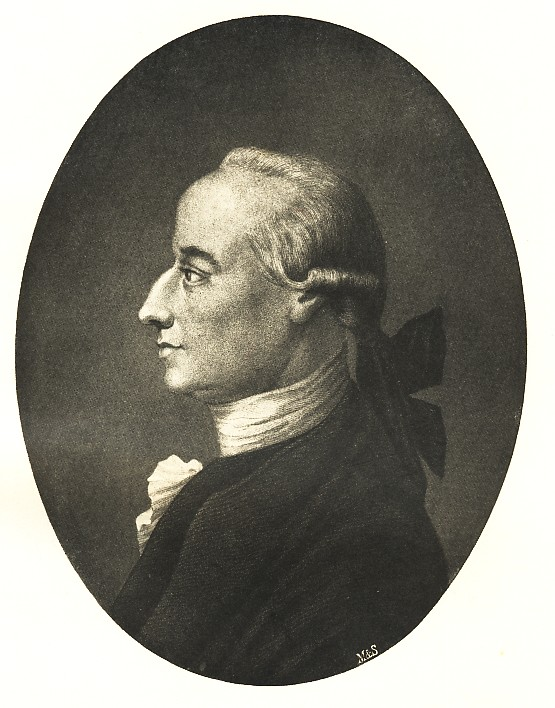
Johann Heinrich Merck. Stich von Karl Mayer-Nürnberg

Johann Heinrich Merck (* 11. April 1741 in Darmstadt; † 27. Juni 1791 ebenda) war ein Darmstädter Herausgeber, Redakteur und Naturforscher, der zur Zeit der Aufklärung Rezensionen, Essays unter anderem zu Fragen der Kunst und erzählende Prosa verfasste.

## Leben und Werk
Drei Wochen vor Johann Heinrich Mercks Geburt starb sein Vater Johann Franz Merck (1687–1741), ein Apotheker aus der Darmstädter Familie Merck.
Merck besuchte ab 1752 das Ludwig-Georgs-Gymnasium in Darmstadt und wurde am 17. Oktober 1757 Student der Theologie an der Universität Gießen. Er wechselte im Sommer 1759 ohne Studienziel an die Universität Erlangen. Dort schloss er sich der Deutschen Gesellschaft an, in der die schriftstellerischen Übungen der Mitglieder untereinander diskutiert wurden.
Er verließ 1762 ohne Studienabschluss Erlangen und begann ein Studium an der Dresdner Kunstakademie, wo er sich mit den theoretischen und historischen Kunstanschauungen Christian Ludwig von Hagedorns befasste. Er kehrte 1764 nach Darmstadt zurück und reiste mit Heinrich Wilhelm von Bibra als dessen Hofmeister in die Schweiz, wo er in Morges Louise Françoise Charbonnier, die Tochter eines angesehenen Juristen, kennenlernte.
Während eines anschließenden Aufenthalts in Südfrankreich erfuhr Merck von der Schwangerschaft der jungen Frau; er kehrte nach Morges zurück und heiratete sie am 3. Juni 1766. Anschließend ließ er sich in Darmstadt nieder, wo er am 30. März 1767 zum Sekretär der Geheimen Kanzlei, 1768 zum Kriegszahlmeister und 1774 zum Kriegsrat ernannt wurde. Dienstliche Reisen führten ihn unter anderem 1767 nach Kassel und 1773 nach Sankt Petersburg.
1771 gründete er einen Verlag für preiswerte Nachdrucke westeuropäischer Literatur in der Originalsprache, später auch zeitgenössischer deutscher Werke.
Mercks Haus war der Mittelpunkt des Darmstädter Kreises der Empfindsamen, dem u. a. Maria Karoline Flachsland, Luise von Ziegler, Henriette Alexandrine von Roussillon und Franz Michael Leuchsenring angehörten und in den im Frühjahr 1772 Johann Wolfgang von Goethe eintrat.
Nach dem Tod der „Großen Landgräfin“ Henriette Karoline im Jahre 1774 versuchte Merck vergeblich, unter anderem in Kassel, Berlin und Weimar, eine neue Anstellung zu bekommen. Auch andere Pläne, etwa als freier Unternehmer, blieben erfolglos. Mit Landgraf Georg Karl von Hessen-Darmstadt führte er verschiedentliche Geldgeschäfte aus, die im Sommer 1788 zum Erliegen seiner im Frühjahr 1787 gegründeten Baumwollfabrikation beitrugen. Am 27. Juni 1791 starb Merck, bei Zeichen von Depressionen, die schweren körperlichen Leiden entsprangen, in Darmstadt durch Suizid.

### Naturforscher
Merck befasste sich vom Beginn der 1780er Jahre an wissenschaftlich vor allem mit Mineralogie, Osteologie und Paläozoologie. Seine erste paläontologische Abhandlung – Lettre à M. de Cruse sur les fossiles d’éléphants et de rhinoceros qui se trouvent dans le pays Hesse-Darmstadt (Brief an Herrn de Cruse betreffend die in Hessen-Darmstadt vorliegenden Versteinerungen von Elefanten und Nashörnern) erschien 1782. Peter Camper, Samuel Thomas von Soemmerring, Johann Friedrich Blumenbach, Horace-Bénédict de Saussure und viele andere schätzten Mercks Arbeiten auf dem Gebiete der Paläontologie.

### Freund Goethes
Merck war biographisch und durch sein Schaffen aufs Engste mit Goethe verbunden. Dessen Zeichnung im zwölften Buch von Dichtung und Wahrheit bleibt die wichtigste Quelle zum Charakter des Jugendfreundes, obwohl sie unverhältnismäßig stark Mercks harschere Züge hervorhebt.

„Mit Verstand und Geist geboren, hatte er sich sehr schöne Kenntnisse, besonders der neueren Literaturen, erworben und sich in der Welt- und Menschengeschichte nach allen Zeiten und Gegenden umgesehn. Treffend und scharf zu urteilen, war ihm gegeben. Man schätzte ihn als einen wackern, entschlossenen Geschäftsmann und fertigen Rechner. Mit Leichtigkeit trat er überall ein, als ein sehr angenehmer Gesellschafter für die, denen er sich durch beißende Züge nicht furchtbar gemacht hatte. (…) In seinem Charakter lag ein wunderbares Missverhältnis: von Natur ein braver, edler, zuverlässiger Mann, hatte er sich gegen die Welt erbittert und ließ diesen grillenkranken Zug dergestalt in sich walten, dass er eine unüberwindliche Neigung fühlte, vorsätzlich ein Schalk, ja ein Schelm zu sein. Verständig, ruhig, gut in einem Augenblick, konnte es ihm in dem andern einfallen, wie die Schnecke ihre Hörner hervorstreckt, irgend etwas zu tun, was einen andern kränkte, verletzte, ja was ihm schädlich ward. (…) Dass er (…) bei allen seinen Arbeiten verneinend und zerstörend zu Werke ging, war ihm selbst unangenehm, und er sprach es oft aus (…). (…) wenn er einmal seine Fähigkeiten zu verwünschen anfing und außer sich war, die Ansprüche an ein ausübendes Talent nicht genialisch genug befriedigen zu können, so ließ er bald die bildende, bald die Dichtkunst fahren und sann auf fabrikmäßige kaufmännische Unternehmungen, welche Geld einbringen sollten, indem sie ihm Spaß machten.“

An anderer Stelle kennzeichnete Goethe das Fruchtbare und Aufbauende in Mercks Wesen.

„Gute Würkung auf mich von Mercks Gegenwart, sie hat mir nichts verschoben, nur wenige dürre Schalen abgestreift und im alten Guten mich befestigt. Durch Erinnerung des Vergangnen und seine Vorstellungsart, mir meine Handlungen in einem wunderbaren Spiegel gezeigt. Da er der einzige Mensch ist der ganz erkennt was ich tu und wie ich’s tu, und es doch wieder anders sieht wie ich, von anderm Standort, so gibt das schöne Gewissheit.“

Der Briefwechsel mit Goethe ab 1776 gibt entscheidende Auskunft über den Dichter vor dessen italienischer Reise und insbesondere in Bezug auf dessen Entwicklung als Naturforscher, da Merck dem Freunde in naturwissenschaftlichen Zusammenhängen ebenbürtig war.

### Familie
Er heiratete am 3. Juni 1766 Louise Françoise Charbonnier. Das Paar hatte fünf Söhne, von denen drei jung starben, und eine Tochter:
- Wilhelm Merck (* 27. August 1782; † 25. November 1820), Oberforstrat, Landschaftsmaler
- Carl Rudolph (1768–1835), Assessor im Kriegsministerium
- Adelheid (1771–1845) ⚭ Johann Anton Merck (1756–1805), Apotheker, Eltern des Gründers der Fa. Merck, Emanuel Merck

## Nachlass
Merck hinterließ eine bedeutende Sammlung von Silhouetten der Goethezeit, die zu den wichtigen Sammlungen dieser Art für die Werther-Zeit gehört. Sie wurde 1908 von Leo Grünstein editiert. Das Erstellen und Sammeln von Schattenrissen war eine große Mode der Zeit, nicht zuletzt befeuert durch Johann Caspar Lavaters Theorie der Physiognomik. Lavater und Merck führten diesbezüglich einen intensiven Briefwechsel. Goethe sandte Merck hierzu unter dem 5. Dezember 1774 seine Epistel mit dem Lied des physiognomischen Zeichners.

## Johann-Heinrich-Merck-Preis,-Ehrungund-Medaille
- Die Deutsche Akademie für Sprache und Dichtung vergibt zu Ehren Mercks – ihr zufolge ein Verfasser „vorbildlicher Kritiken und Essays“ – einmal jährlich den Johann-Heinrich-Merck-Preis für literarische Kritik und Essay.
- Die Stadt Darmstadt verleiht die Johann-Heinrich-Merck-Ehrung an herausragend verdiente Persönlichkeiten der Kunst, der Wissenschaft und der Wirtschaft.
- Die Goethe-Gesellschaft-Darmstadt verleiht seit 1973 in unregelmäßigen Abständen die Johann-Heinrich-Merck-Medaille.